# بخش اسکات (شهرستان سندوسکی، اوهایو)
بخش اسکات (به انگلیسی: Scott Township) یک منطقهٔ مسکونی در ایالات متحده آمریکا است که در شهرستان ساندوسکای، اوهایو واقع شده‌است.
 بخش اسکات ۹۴٫۲ کیلومتر مربع مساحت و ۱٬۵۰۲ نفر جمعیت دارد و ۲۱۵ متر بالاتر از سطح دریا واقع شده‌است.

## جغرافیا
شهرستان اسکات در 40°23'29" شمالی 80°4'46" W (40.391469, -80.079657) واقع شده است.
با توجه به اداره سرشماری ایالات متحده، این شهرستان دارای مساحت کل 4.0 مایل مربع (10 کیلومتر مربع)، تمام زمین است.

## جوامع اطراف و مجاور
شهرستان اسکات 9 مرز زمینی دارد، از جمله محله پیتسبورگ در شرق کارنگی و درخت سبز در شمال، محله پیتسبورگ بنکسویل در شمال شرقی، کوه لبنان در شرق، شهرک بالا سنت کلر در جنوب، بریج ویل در جنوب غربی. ، شهرستان کولیر و هایدلبرگ در غرب و کارنگی در شمال غربی. بخش کوتاهی از Chartiers Creek اسکات را از مزارع Rosslyn در شمال غربی جدا می کند.